# 1583
1583 (MDLXXXIII) je bilo navadno leto, ki se je po gregorijanskem koledarju začelo na soboto, po 10 dni počasnejšem julijanskem koledarju pa na torek.

## Dogodki
- 10. avgust - s Pljusskmi sporazumom se konča livonska vojna

## Rojstva
- 3. marec - Edward Herbert, prvi baron Herbert Cherburyski, angleški diplomat, pesnik in filozof († 1648)
- 10. april - Hugo Grocius, nizozemski pravnik, pesnik, humanist († 1645)

Neznan datum
- Hajaši Razan, japonski konfucijanski filozof († 1657)

## Smrti
- 31. december - Thomas Erastus, švicarski teolog in reformator (* 1524)